# 迷你工艺
《迷你工藝》（英語：Minicraft）是一個2D俯空的動作遊戲，由Minecraft開發者馬庫斯·佩爾松參加Ludum Dare #22的開發競賽製作出來，僅花48小時完成，並於2011年12月19日發布。

## 遊戲介紹

Minicraft的遊戲截圖，不分白天黑夜地出現攻擊性怪物，圖中有史萊姆、殭屍、骷髏和苦力怕

Minicraft和Minecraft類似，一樣有十個生命值、飽食度，可以破壞方塊、合成，但合成是類似Minecraft攜帶版的那種合成，也有怪物，但它是2D俯空的遊戲，且只有像極限模式的生存模式，玩家只有一次生命，沒有創造模式。
遊戲一開始會出現“kill the Air Wizard”的訊息，意思是殺死空氣精靈，即迷你工艺的Boss。要做到這一點，玩家需要“generated world”和砍倒樹木、獲得木材、獲得石材、礦石和殺死殭屍……收穫資源建立你的家、道具、武器直到遇到Boss，這部分玩法和Minecraft類似。這也符合官方描述的主題，這個遊戲的目的是殺死在世界其他眾生，確保你會永遠孤單。該遊戲大大類似於薩爾達傳說系列，它似乎是一個基本的地牢履帶。
這個遊戲是在一系列的島嶼上，玩家必須探索尋找資源、材料。使用這些，玩家必須建立更好的工具、武器材能夠更容易的完成任務，解決更困難的挑戰。在不同的生物群落，都有不同的敵人、怪物需要應付，有些需要不同的工具和武器控制玩家使用滑鼠和C鍵是用來攻擊敵人或與世界互動，而X鍵可以打開背包清點庫存，此部分和我的世界不同，我的世界打開背包清點庫存是用E鍵。這個遊戲沒有儲存功能，必須要1-2小時才能玩到一個段落。

### 模組
許多網友都覺得這個遊戲太簡陋，因此將一些Minecraft的元素也加入了Minicraft，例如，加入創造模式、將Minecraft的象徵怪物苦力怕加入等。

## 發展
Minicraft是由Minecraft的創造者，馬庫斯·佩爾松於2011年12月19日創造的，它創建於限時48小時的第22屆Ludum Dare競賽，這比賽要求遊戲開發商，基於一個主題在時間限制內完成一個小遊戲。這次Ludum Dare的主題是「Alone」，在48小時期間，佩爾松每編輯一個段落都會用livestreamed編碼將它分享到他的部落格和Ludum Dare官網Minicraft與其他891遊戲競爭，基礎的評分標準有九大類，分別為：創新、樂趣、圖形、音頻、幽默和心情。最好的遊戲由Ludum Dare評分人員投票表決，評分投票於2012年1月9日結束。

### 續集
2011年12月26日，佩爾森在Twitter上提出Minicraft 2的構想當被問及遊戲會朝什麼方向去發展時，佩爾森的回應是，更改合成的部分和修改地形。2012年1月1日，佩爾森通過Twitter宣布，Minicraft續集的新的標題的將更改為MiniTale。他的遊戲主機也獲得了“the .com and .net”的網域。

### 攜帶版
2012年1月5日，這個遊戲被Folstad Consulting非正式移植到了Android。為了要能兼容免費便攜式設備，因此，遊戲做了一些變化，如“觸控螢幕可選則鍵盤控制兼容的設備”。該攜帶版還設有一個額外的保存功能，以及“騙”到玩家的庫存物品的能力。將本遊戲移植的機構Folstad Consulting表示，不是為了做商業用途，而是為了好玩和學習的codebase。

## 外部連結
- Minicraft官方網站 （页面存档备份，存于）
- MiniTale官方網站
- Minicraft on Ludum Dare
- Unofficial Minicraft Wiki, Forum, and Playable Mods